# Simon Daroque
Pas d'image ? Cliquez ici

a Compétitions nationales et continentales officielles uniquement.

b Matchs officiels uniquement.
Dernière mise à jour le 15 juillet 2025.
Simon Daroque, né le 8 juin 2005, est un joueur français de rugby à XV évoluant au poste de demi de mêlée au Stade toulousain.

## Biographie
Simon Daroque est formé au FC Villefranche, avant de rejoindre le Stade toulousain en cadets.
Il joue son premier match professionnel le 23 novembre 2024 contre l'USA Perpignan. En février 2025, il est sélectionné avec l'équipe de France des moins de 20 ans pour disputer le Tournoi des Six Nations. Il joue deux matchs lors de la compétition. En Top 14, il marque son premier essai le 26 avril 2025,.
En juin 2025, il est retenu pour le Championnat du monde junior.

## Palmarès

### En club
- Vainqueur du Championnat de France en 2025 avec le Stade toulousain.

### En équipe nationale
- Vainqueur du Tournoi des Six Nations en 2025 avec l'équipe de France des moins de 20 ans.